# Geister Killer
Geister Killer war eine Grusel- (Horror-) Heftromanserie aus dem Kelter Verlag.

## Allgemeines
Im Jahr nach dem der Geister-Krimi eingestellt wurde, startete der Kelter Verlag eine neue Reihe. Dabei wurden jedoch nur die Subserien um Rick Masters von Richard Wunderer (unter dem Pseudonym Andrew Hathaway) und Mark Tate von Wilfried A. Hary (unter dem Pseudonym W. A. Hary) fortgesetzt. Alle Hefte enthielten neue Romane. Nach dreiunddreißig Bänden wurden die Reihe eingestellt und durch den Geister Thriller ersetzt.

## Statistik
- Es erschienen von 1981 bis 1982 insgesamt 32 Hefte
- Mark Tate von Wilfried A. Hary (W. A. Hary), Serienband 34–49
- Rick Masters von Richard Wunderer (Andrew Hathaway), Serienband 66–81